# Внуково (Суздальский район)
Внуково — деревня в Суздальском районе Владимирской области России, входит в состав Новоалександровского сельского поселения.

## География
Деревня расположена в 3 км на юго-запад от центра поселения села Новоалександрово и в 15 км на северо-запад от Владимира.

## История
В конце XIX — начале XX века село входило в состав Оликовской волости Владимирского уезда, с 1926 года — в составе Стародворской волости. В 1859 году в деревне числилось 16 дворов, в 1905 году — 32 дворов, в 1926 году — 42 хозяйств.
С 1929 года село входило в состав Ольгинского сельсовета Владимирского района, с 1940 года — в составе Ново-Александровского сельсовета, с 1965 года — в составе Суздальского района, с 2005 года — в составе Новоалександровского сельского поселения.

## Население
| 1859 | 1905 | 1926 |
| ---- | ---- | ---- |
| 115  | 190  | 207  |

| 1859 | 1905 | 1926 | 2002 | 2010 | 2021 |
| ---- | ---- | ---- | ---- | ---- | ---- |
| 115  | ↗190 | ↗207 | ↘15  | ↗30  | ↗40  |